# Protos
πρῶτος (transl. Protos) è l'undicesimo album del disc jockey, produttore discografico, musicista e cantante norvegese Aleksander Vinter, il nono sotto lo pseudonimo di Savant. È stato pubblicato l'8 agosto 2014.

## Tracce
1. Man of the Law -  4:40
2. Prototype - 4:14
3. Spaceship - :33
4. Rider in Red - 2:07
5. Fakers - 3:22
6. Rise Up - 3:57
7. Nebula - 5:58
8. Spaceheart - 4:37
9. Laser Sharks - 4:03
10. Cry For Love - 3:40
11. Samurai- 3:38
12. Quest - 6:48
13. Venom - 5:09
14. Super Sheriff - 2:48
15. Sword of Destiny - 3:27
16. Hit The Top - 2:57
17. Aquarius - 5:10
18. Beautiful World - 3:28